# Данило Габриэл де Андраде
Дани́ло Габриэ́л де Андра́де (порт. Danilo Gabriel de Andrade; 11 июня 1979, Корнелиу-Прокопиу, Парана) — бразильский футболист, игравший на позиции полузащитника. Получил известность по выступлениям в середине 2000-х годов за «Сан-Паулу», с которым в 2005 году завоевал Кубок Либертадорес и выиграл Клубный чемпионат мира. В 2012 году повторил эти достижения уже в составе «Коринтианса».

## Биография
Данило родился в штате Минас-Жерайс, но является воспитанником «Гояса», в составе которого начал профессиональную карьеру. С этим клубом он выиграл Серию B, а также 4 первенства штата Гояс. В 2003 году был приобретён «Сан-Паулу», с которым в 2005 году выиграл своеобразный «треббл» — Лигу Паулисту, Кубок Либертадорес, а в декабре обыграл в финале Клубного чемпионата мира победителя европейской Лиги чемпионов английский «Ливерпуль». После победы с «Трёхцветными» в чемпионате Бразилии в следующем году Данило принял предложение японской «Касимы Антлерс». В Японии Данило трижды выигрывал Джей-лигу, и по разу — Кубок Императора и Суперкубок страны.
В 2010 году Данило вернулся в Бразилию, в другой клуб из Сан-Паулу, «Коринтианс». Игрок, который мог выступать как на позиции атакующего центрального полузащитника, так и на позиции левого вингера, сразу же стал одной из ключевых фигур в построении «тимана». В 2011 году Данило провёл 36 из 38 матчей своей команды, а «Коринтианс» сумел стать чемпионом Бразилии.
В розыгрыше Кубка Либертадорес 2012 Данило стал одним из шести игроков, которые провели все 14 игр своей команды. Он стал вторым бомбардиром «Коринтианса» в данном розыгрыше с четырьмя голами (после Эмерсона Шейха, у которого после финала стало пять забитых голов). В ответном полуфинале с «Сантосом», действующим на тот момент победителем, гол Данило позволил сравнять счёт в игре, открытый Неймаром в концовке первого тайма. Результат не изменился до конца матча и в итоге, благодаря гостевой победе в первом матче, «Коринтианс» впервые в своей истории вышел в финал Кубка Либертадорес. В ответном финальном матче против «Боки Хуниорс» на 54-й минуте Данило, поборовшись в штрафной площади, сумел отдать красивый пас пяткой на своего нападающего Эмерсона Шейха, который открыл счёт в матче. Эмерсон затем забил ещё один гол и «Коринтианс» впервые сумел выиграть Кубок Либертадорес. Для Данило же это была вторая победа в турнире. В декабре 2012 года Данило во второй раз стал победителем Клубного чемпионата мира.
После этого Данило выиграл с «тиманом» ещё три чемпионата штата и два чемпионата Бразилии.
В 2019 году 39-летний полузащитник перешёл в «Вила-Нову» из Гоянии.

## Титулы и достижения
«Гояс»
- Чемпион Бразилии в Серии B (1): 1999
- Чемпион штата Гояс (4): 1999, 2000, 2001, 2003
- Победитель Кубка Центрально-западного региона (3): 2000, 2001, 2002

 «Сан-Паулу»
- Чемпион Бразилии (1): 2006
- Чемпион штата Сан-Паулу (1): 2005
- Обладатель Кубка Либертадорес (1): 2005
- Победитель Клубного чемпионата мира (1): 2005

 «Коринтианс»
- Чемпион Бразилии (3): 2011, 2015, 2017
- Обладатель Кубка Либертадорес (1): 2012
- Победитель Клубного чемпионата мира (1): 2012
- Чемпион штата Сан-Паулу (3): 2013, 2017, 2018

 «Касима Антлерс»
- Чемпион Японии (3): 2007, 2008, 2009
- Обладатель Кубка Японии (Императора) (1): 2007
- Обладатель Суперкубка Японии (1): 2009